# Митропа куп 1959.
Митропа куп 1959. је било 18. издање клупског фудбалског такмичења Митропа купа.
Такмичење је трајало од 4. јула до 9. септембра 1959. године.  Хонвед је у финалном двомечу био успешнији од МТК-а и освојио први трофеј Митропа купа. 

## Резултати

### Четвртфинале
| Меч | Клуб             | Држава       | укупан рез. | Држава       | Клуб          | 1. утак. | 2. утак. |
| --- | ---------------- | ------------ | ----------- | ------------ | ------------- | -------- | -------- |
| 1   | Војводина        | СФРЈ         | 4:3         | Аустрија     | Први Бечки ФК | 1:0      | 3:3      |
| 2   | МТК              | Мађарска     | 7:4         | Чехословачка | Динамо Праг   | 5:0      | 2:4      |
| 3   | Винер Шпорт-клуб | Аустрија     | 2:8         | Мађарска     | Хонвед        | 2:1      | 0:7      |
| 4   | Бањик Острава    | Чехословачка | 3:4         | СФРЈ         | Партизан      | 1:1      | 2:3      |

### Полуфинале
| Меч | Клуб     | Држава   | укупан рез. | Држава   | Клуб      | 1. утак. | 2. утак. |
| --- | -------- | -------- | ----------- | -------- | --------- | -------- | -------- |
| 1   | МТК      | Мађарска | 2:1         | СФРЈ     | Војводина | 2:1      | 0:0      |
| 2   | Партизан | СФРЈ     | 5:51        | Мађарска | Хонвед    | 3:3      | 2:2      |

Напомена: 1 Хонвед је остварио пласман у финале након бацања новчића.

### Финале
| Меч | Клуб   | Држава   | укупан рез. | Држава   | Клуб | 1. утак. | 2. утак. |
| --- | ------ | -------- | ----------- | -------- | ---- | -------- | -------- |
| 1   | Хонвед | Мађарска | 6:5         | Мађарска | МТК  | 4:3      | 2:2      |

| Освајач Митропа купа 1959. |
| -------------------------- |
| Хонвед 1. Титула           |